# Алгебрична геометрия
Алгебрична геометрия е раздел от математиката изучаващ алгебрични многообразия - обекти, които геометрически представляват решения на системи от уравнения. Името на предмета идва от комбинирането на идеи от абстрактната алгебра с езика на геометрията.
Модерната (абстрактна) алгебрична геометрия се заражда в трудовете на Зариски, Вейл, ван дер Варден, Сер и Гротендик.
Тя заема основна роля в модерната математическа наука.
В България алгебричната геометрия е изучавана, развивана и присъства активно в трудовете на Иван Манчев.